# Bezirk Bochnia
Bezirk Bochnia – dawny powiat (Bezirk) kraju koronnego Królestwo Galicji i Lodomerii, funkcjonujący w latach 1854–1867. Siedzibą starostwa było miasto Bochnia.

## Historia
Bezirk Bochnia utworzono w ramach reformy uwłaszczeniowej z okresu Wiosny Ludów (1848–1849), która likwidowała jurysdykcję właściciela ziemskiego nad poddanymi. W Galicji, dominium – jako podstawowa jednostka administracyjna i filar systemu feudalnego straciło rację bytu. Konieczne stało się zatem wprowadzenie nowego systemu administracyjnego, którego zręby powstały w latach 1851–1855. Nowy trójstopniowy podział administracyjny objął 21 cyrkułów (niem. Kreise), 179 małych powiatów (niem. Bezirke) i ponad 6000 gmin (niem. Gemeinde). 
Bezirk Bochnia objął obszar o wielkości 5,5 mil², zamieszkany był przez 32.321 ludzi i podzielony na 48 gmin katastralnych, w tym dwa miasta (Bochnia i Uście Solne). Wszedł w skład cyrkułu bocheńskiego, jako jeden z jego dziewięciu powiatów. Na północy powiat graniczył z Imperium Rosyjskim. 1 maja 1860 zniesiono cyrkuł bocheński, a jego cały obszar włączono do cyrkułu krakowskiego.
Po nadaniu Galicji autonomii oraz powołaniu samorządu gminnego i powiatowego w 1865 zlikwidowano cyrkuły (Kreise). Dotychczasowe małe powiaty (Bezirke) w liczbie 179, utrzymały się do 1867 roku, kiedy to w następstwie kolejnej reformy administracyjnej (23 stycznia 1867) zostały zastąpione przez 74 większe powiaty. Obszar zniesionego Bezirk Bochnia wszedł wtedy w całości w skład nowego powiatu bocheńskiego.

## Podział administracyjny (1854)
| Lp. | Gmina jednostkowa                      | Powierzchnia | Ludność | Powiat w 1867 po zniesieniu |
| --- | -------------------------------------- | ------------ | ------- | --------------------------- |
| 1   | Bochnia (M)                            | 1062         | 5466    | bocheński                   |
| 2   | Bieńkowice Baczyńskie                  | 393          | 219     | bocheński                   |
| 3   | Borek                                  | 2577         | 1011    | bocheński                   |
| 4   | Bessów                                 | 379          | 293     | bocheński                   |
| 5   | Buczyna z Włostowicami i Podsobolowcem | 968          | 435     | bocheński                   |
| 6   | Brzeźnica                              | 1511         | 709     | bocheński                   |
| 7   | Bogucice                               | 812          | 604     | bocheński                   |
| 8   | Chodenice i Trinitatis                 | 505          | 559     | bocheński                   |
| 9   | Cerekiew z Czasławicami                | 949          | 441     | bocheński                   |
| 10  | Cikowice                               | 413          | 382     | bocheński                   |
| 11  | Chełm z Siedlcem i Moszczenicą         | 1200         | 910     | bocheński                   |
| 12  | Dębina z Buczkowem                     | 1063         | 660     | bocheński                   |
| 13  | Dąbrówka                               | 570          | 240     | bocheński                   |
| 14  | Damienice                              | 405          | 442     | bocheński                   |
| 15  | Dziewin                                | 3540         | 879     | bocheński                   |
| 16  | Drwinia                                | 863          | 595     | bocheński                   |
| 17  | Dąbrowica, Grabina i Bubinki           | 228          | 360     | bocheński                   |
| 18  | Alt-Gawłów ze Słomką i Turcem          | 708          | 572     | bocheński                   |
| 19  | Neu-Gawłów                             | 505          | 283     | bocheński                   |
| 20  | Gierczyce                              | 850          | 399     | bocheński                   |
| 21  | Gorzków                                | 592          | 228     | bocheński                   |
| 22  | Grobla                                 | 5187         | 1271    | bocheński                   |
| 23  | Jodłówka                               | 2036         | 805     | bocheński                   |
| 24  | Krzyżanowice Wielkie                   | 273          | 381     | bocheński                   |
| 25  | Krzeczów                               | 1566         | 861     | bocheński                   |
| 26  | Kolanów                                | 573          | 317     | bocheński                   |
| 27  | Łazy                                   | 1354         | 550     | bocheński                   |
| 28  | Łapczyca                               | 1916         | 1126    | bocheński                   |
| 29  | Majkowice                              | 90           | 97      | bocheński                   |
| 30  | Mikluszowice z Gawłówkiem              | 4021         | 1137    | bocheński                   |
| 31  | Nieszkowice ad Buczyna                 | 727          | 501     | bocheński                   |
| 32  | Niedary                                | 1026         | 420     | bocheński                   |
| 33  | Okulice z Bratucicami                  | 3077         | 1456    | bocheński                   |
| 34  | Ostrów Królewski                       | 493          | 348     | bocheński                   |
| 35  | Ostrów Szlachecki                      | 525          | 296     | bocheński                   |
| 36  | Podedworze i Wójtostwo                 | 361          | 617     | bocheński                   |
| 37  | Proszówki, Krzyżanowice Małe i Wygoda  | 583          | 464     | bocheński                   |
| 38  | Rzezawa                                | 1386         | 856     | bocheński                   |
| 39  | Ryszki i Liszki z Baczkowem            | 397          | 548     | bocheński                   |
| 40  | Świniarów                              | 296          | 482     | bocheński                   |
| 41  | Stanisławice                           | 3140         | 530     | bocheński                   |
| 42  | Stradomka                              | 218          | 172     | bocheński                   |
| 43  | Trawniki                               | 927          | 177     | bocheński                   |
| 44  | Wola Drwińska z Zieloną                | 554          | 443     | bocheński                   |
| 45  | Wyżyce ze Stryjowem                    | 508          | 398     | bocheński                   |
| 46  | Wrzępia z Michalą                      | 918          | 709     | bocheński                   |
| 47  | Zatoka                                 | 410          | 259     | bocheński                   |
| 48  | Uście Solne (M) z Błoniem              | 1870         | 1467    | bocheński                   |

Objaśnienie:
(M) = miasto; (m) = miasteczko